# Olaf Heukrodt
Olaf Heukrodt, född den 23 januari 1962 i Magdeburg, Tyskland, är en östtysk och därefter tysk kanotist.
Han tog OS-silver i C-2 1000 meter och OS-brons i C-1 500 meter i samband med de olympiska kanottävlingarna 1980 i Moskva.
Han tog OS-guld i C-1 500 meter och OS-silver igen i C-2 1000 meter i samband med de olympiska kanottävlingarna 1988 i Seoul.
Han tog därefter OS-brons i C-1 500 meter i samband med de olympiska kanottävlingarna 1992 i Barcelona.